# Be Not Nobody
Be Not Nobody to debiutancki album Vanessy Carlton, amerykańskiej piosenkarki i pianistki. Został wydany w 2002 roku.
Z albumu były wydane trzy single: A Thousand Miles, Ordinary Day i Pretty Baby. Ten pierwszy był przez pewien czas wielkim hitem, który zapewnił Vanessie sławę i przez wiele tygodni utrzymywał się na listach przebojów.

## Lista utworów
1. "Ordinary Day" (Carlton) – 3:58
2. "Unsung" (Carlton) – 4:20
3. "A Thousand Miles" (Carlton) – 3:57
4. "Pretty Baby" (Carlton) – 3:55
5. "Rinse" (Carlton) – 4:31
6. "Sway" (Carlton) – 3:57
7. "Paradise" (Carlton) – 4:50
8. "Prince" (Carlton) – 4:09
9. "Paint It Black" (Mick Jagger, Keith Richards) – 3:30
10. "Wanted" (Carlton) – 3:55
11. "Twilight" (Carlton) – 4:49

 B-sides
1. "Swindler" (znana również jako "Along For the Ride")
2. "Red Ditty"